# Europese onderzoeksraad
De Europese onderzoeksraad oftewel European Research Council (ERC) is een organisatie die tracht het wetenschappelijk onderzoek in Europa te bevorderen door middel van de financiering van excellente wetenschappers.
De Europese onderzoeksraad werd in 2007 ingesteld door de Europese Unie. Europese wetenschappers kunnen onderzoeksvoorstellen indienen bij deze raad, die vervolgens de beste voorstellen en wetenschappers selecteert. Deze wetenschappers kunnen rekenen op financiering van hun onderzoeksvoorstel.
De huidige voorzitter van de ERC is Maria Leptin.
Voor Nederlandse en Belgische onderzoekers vormt de ERC een aanvulling op mogelijkheden die op nationale schaal al worden geboden via de Nederlandse Organisatie voor Wetenschappelijk Onderzoek (NWO) en het Vlaams Fonds voor Wetenschappelijk Onderzoek (FWO).